# 黑崎車站
黑崎車站（日语：〔〕／ Kurosaki eki */?）是位於日本福岡縣北九州市八幡西區黑崎，由九州旅客鐵道（JR九州）與日本貨物鐵道（JR貨物）所共用的鐵路車站。本站是JR九州所屬的兩條幹線鐵路鹿兒島本線與筑豐本線的交會車站，在過去曾一度是JR九州旗下客運量排行第三的主要車站，但近年來已因周遭地區的經濟蕭條，而退居第六位（2004年排行）。JR黑崎車站西側則坐落著筑豐電氣鐵道的路面電車起點站黑崎站前車站（黒崎駅前駅）。

## 車站結構

### JR九州
本站為島式月台2面4線的地面車站。並設有跨站式站房。此站為直營站，站內設有綠窗口，並引入車站自動廣播。

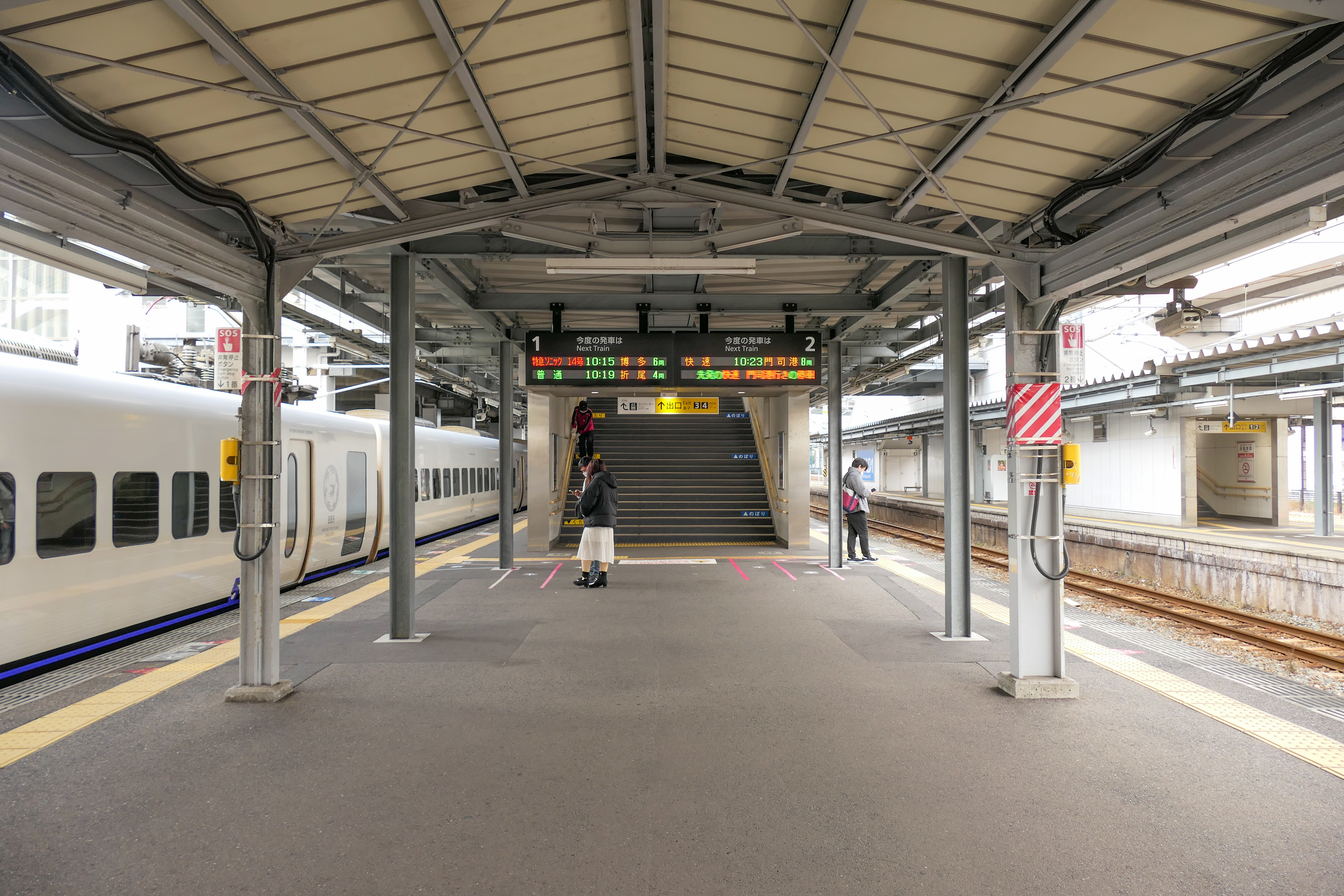
1號與2號月台(2021年12月)

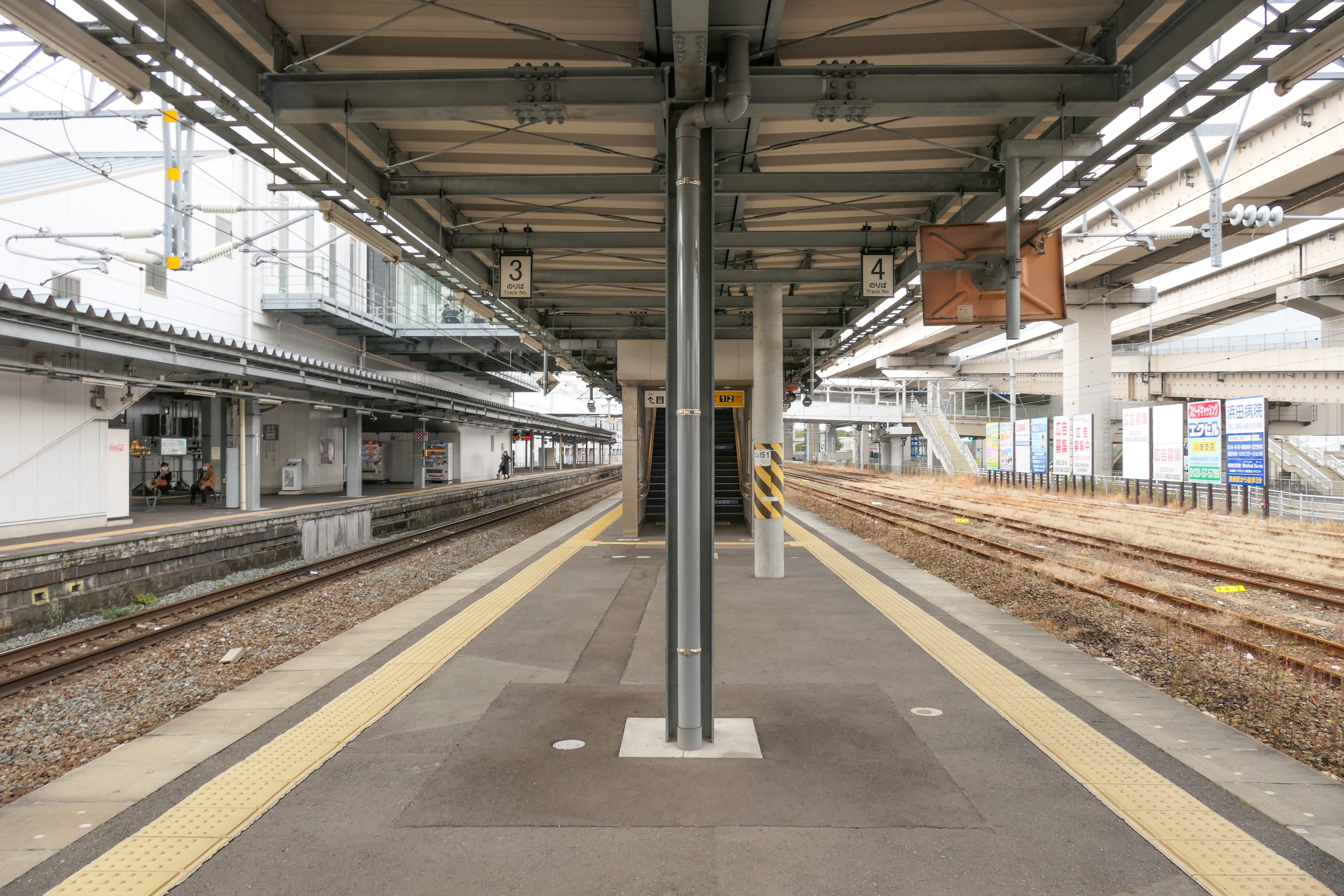
3號與4號月台(2021年12月)

#### 月台配置
| 月台 | 路線       | 方向               | 目的地               |
| ---- | ---------- | ------------------ | -------------------- |
| 1    | 鹿兒島本線 | 下行               | 博多、久留米方向     |
| 1    | ■福北豐線  |                    | 直方、飯塚方向       |
| 2    | 鹿兒島本線 | 上行               | 小倉、大分、下關方向 |
| 3    | ■福北豐線  | （貨物列車通過線） | 直方、中間、飯塚方向 |
| 4    | 鹿兒島本線 | 上行               | 小倉、下關方向       |

### 筑豐電氣鐵道
本站位於JR黑崎站西側的COMCITY1樓，為3面2線港灣式月台的電車站。本站除繁忙時間外只使用1號月台。

#### 月台配置
| 月台 | 路線        | 目的地                 |
| ---- | ----------- | ---------------------- |
| 1    | ■筑豐電鐵線 | 永犬丸、楠橋、直方方向 |
| 2    | ■筑豐電鐵線 | 永犬丸、楠橋、直方方向 |

## 相鄰車站
九州旅客鐵道
 鹿兒島本線
- 特急「音速」「日輪SEAGAIA」「火花」停車站

■快速
八幡（JA22）－黑崎（JA21）－折尾（JA19）
■區間快速
八幡（JA22）－黑崎（JA21）－（一部分停靠陣原站）－折尾（JA19）
■普通
八幡（JA22）－黑崎（JA21）－（東折尾信號場）－陣原（JA21）
■福北豐線（筑豐本線直通、黑崎站以東直通至鹿兒島本線列車）
黑崎（JA21）－（東折尾信號場）－陣原（JA20）
筑豐電氣鐵道
筑豐電氣鐵道線
黑崎站前（CK01）－西黑崎（CK02）

### 曾經存在的路線
西日本鐵道（廢除）
北九州線
藤田停留場－黑崎站前停留場－黑崎車庫前停留場
鐵道院（廢除）
大藏線
大藏－黑崎

## 外部連結
- JR九州—黑崎車站（页面存档备份，存于）（日語）